# 산딸기 3
《산딸기 3》은 한국에서 제작된 김수형 감독의 1987년 드라마, 에로 영화이다. 선우일란 등이 주연으로 출연하였고 서종호 등이 제작에 참여하였다.

## 출연

### 주연
- 선우일란
- 마흥식

### 조연
- 김국현
- 장미영

## 기타
- 조명: 장기종
- 미술: 도경환